# Patrón de conducta
Se denomina patrón de conducta, a una forma de conducta que hace las veces de modelo. Los patrones de conducta corresponden a normas específicas, que son guías que orientan la respuesta o acción ante situaciones o circunstancias específicas.
La forma en que reacciona el ser humano, sea su forma de obrar, sentir o actuar, se rige por una serie de pautas externas, que la sociedad acepta. Gran parte de la conducta de los seres humanos es aprendida, o sea se adquiere gracias a la interacción con la sociedad en la que crece y se desarrolla el ser humano. Esto significa que los diversos grupos en los cuales ha estado el ser humano le han transmitido sus pautas y comportamientos para reaccionar ante los estímulos que recibe del medio.
Las estrechas relaciones entre los patrones de conducta y las ideas, y las actitudes, han motivado a la antropología a estudiar como es que la cultura influye sobre el desarrollo de la personalidad.

## Desarrollo de patrones de conducta
Al hacer frente a las diversas experiencias cotidianas, el ser humano va sacando conclusiones, sobre modos de actuar que nos resultan adecuados para alejarnos de situaciones poco placenteras y que nos coloquen en condiciones de mayor bienestar y alegría. Son numerosas las emociones que comandan nuestras diversas formas de reaccionar. Por ejemplo cuando frente a un evento o elemento que nos incomoda o que no nos produce placer, se puede reaccionar alejándose, o bien tratando de encontrar una solución, u tras estrategias que se traducen en acciones, que cambiarán la situación que enfrenta el ser humano.
De esas diversas vivencias y circunstancias que una persona ha atravesado, de las diversas emociones que le han producido, y de la multitud de decisiones que una persona ha tomado, algunas dejaron en la persona una marca más profunda que otras. Y es sobre la base de esa vivencia y a como reaccionamos anteriormente es que la misma se convierte en la base de referencia para múltiples decisiones a futuro y por ello pasan a formar el bagaje de los patrones de conducta de una persona.